# Разбойник (фильм, 1961)
«Разбойник» (итал.: Il brigante; в советском прокате «Бунтарь») — итальянский фильм 1961 года режиссёра Ренато Кастеллани по одноимённому роману Джузеппе Берто, «о жизни южноитальянской деревни, снятый в неореалистической манере с непрофессиональными исполнителями».

## Сюжет
С детства Нино столкнулся с несправедливостью и беззаконием. По ложному обвинению заключён в тюрьму его близкий друг. За неуплату аренды его семья лишилась крова и земли, которую они обрабатывали много лет. Взрослея, Нино становится сознательным борцом за интересы простых людей Италии.

## В ролях
- Франческо Семинарио — Нино
- Адельмо Ди Фраиа — Микеле Ренде
- Серена Вергано — Милиэлла, сестра Нино
- Ренато Терра — Кармело
- Франческо Маскарио — Бовоне
- Марио Ерарди — Партаро
- Анна Филиппини — Джулия Рикарди
- Джованни Базиле — Фимиани

## Прокат
Прокат в Венгрии стартовал 30 мая 1963 года, в СССР — 7 октября 1963 года.

## Фестивали и награды
- На Венецианском кинофестивале (1961) фильм номинировался на «Золотого льва», получил за режиссуру приз ФИПРЕССИ.
- 1962 — Премия Итальянского национального профсоюза киножурналистов «Серебряная лента», за лучшую музыку к фильму.